# رأس جنوب شرق
رأس جنوب شرق (بالإنجليزية: South East Cape)‏ هو رأس يقع في أقصى جنوب جزيرة تسمانيا الرئيسية، أقصى جنوب أستراليا. يبعد عن مدينة هوبارت 95 كم.

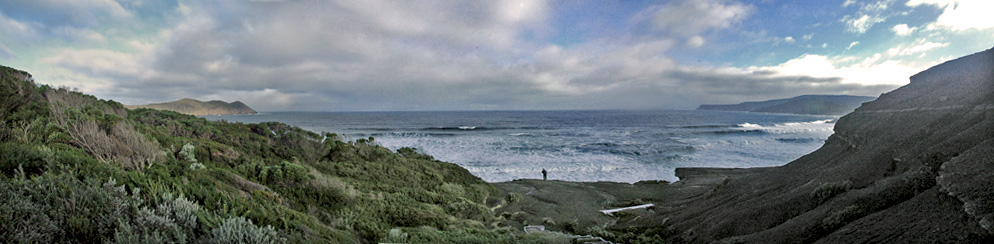
بانوراما جنوب كيب باي، تسمانيا؛ يمكن رؤية الرأس الجنوبي الشرقي على اليسار وجنوب الرأس على اليمين.

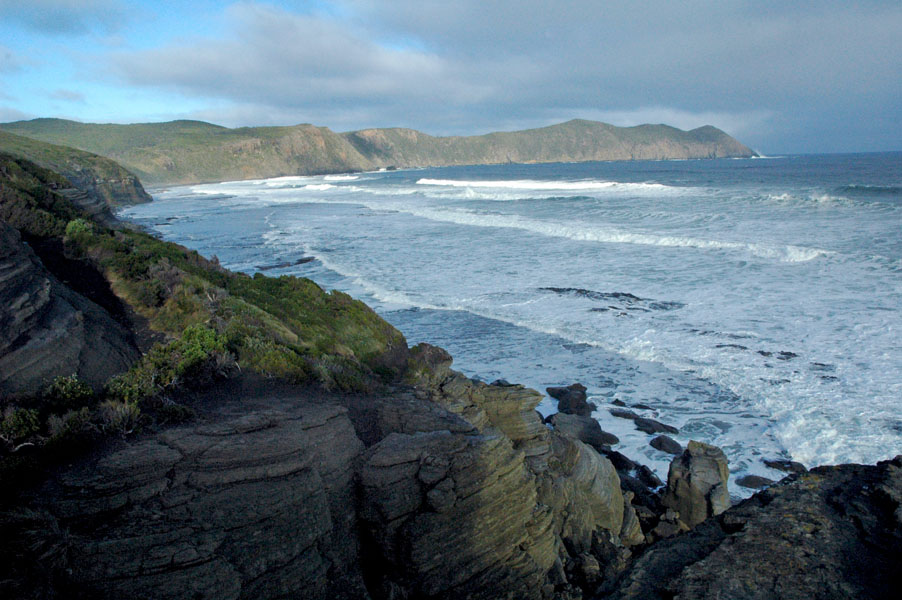
صورة لمنطقة جنوب شرق كيب ، تسمانيا.

الرأس هو أيضًا نقطة مرجعية لقطاعات الساحل الجنوبي لتسمانيا. يعتبر نقطة مكتظة لحركة المرور البحرية، وقد تحطمت أو تم تحطيم العديد من السفن والقوارب هناك.